# Jean Stablinski

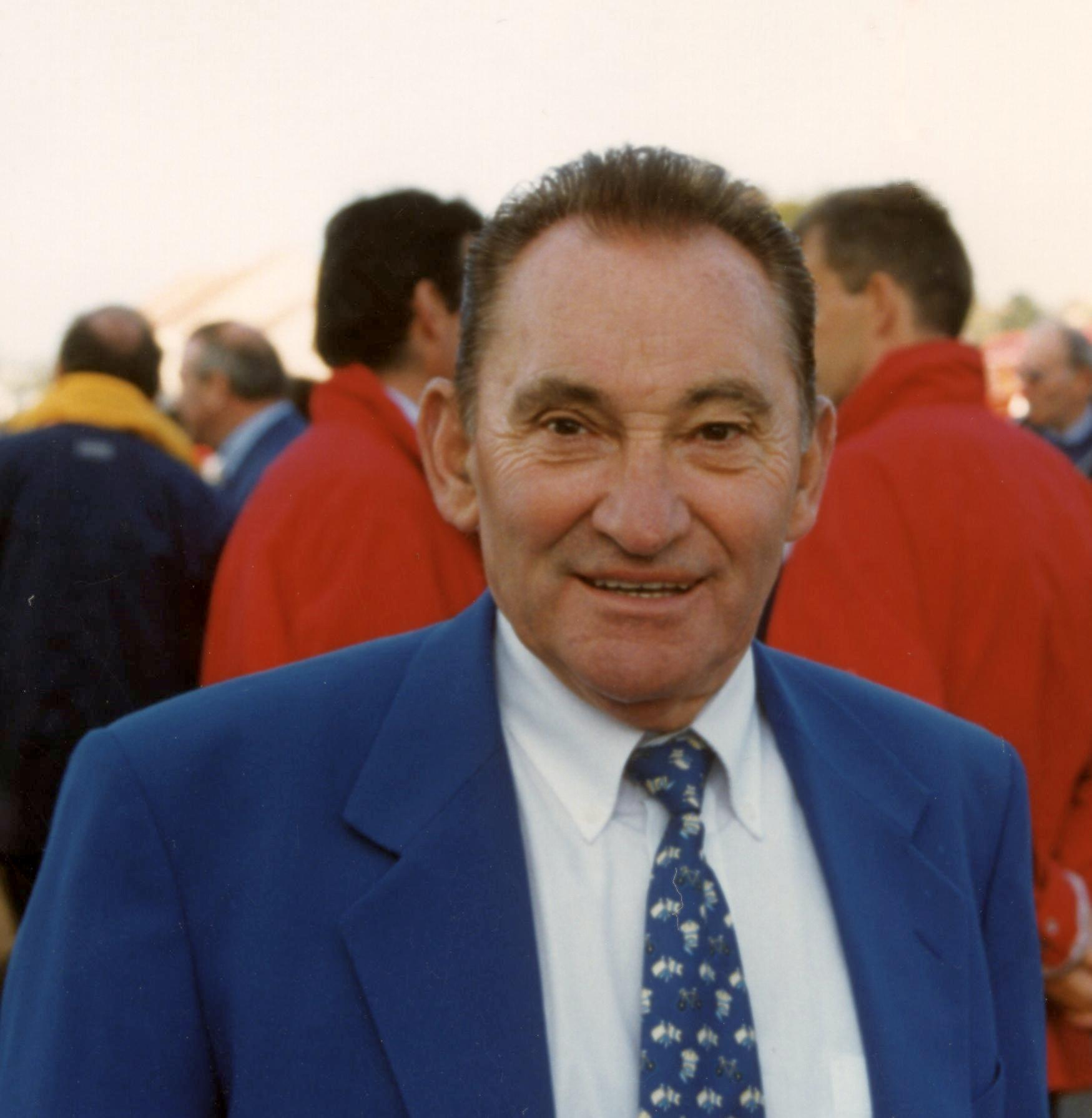
Jean Stablinski 1997.

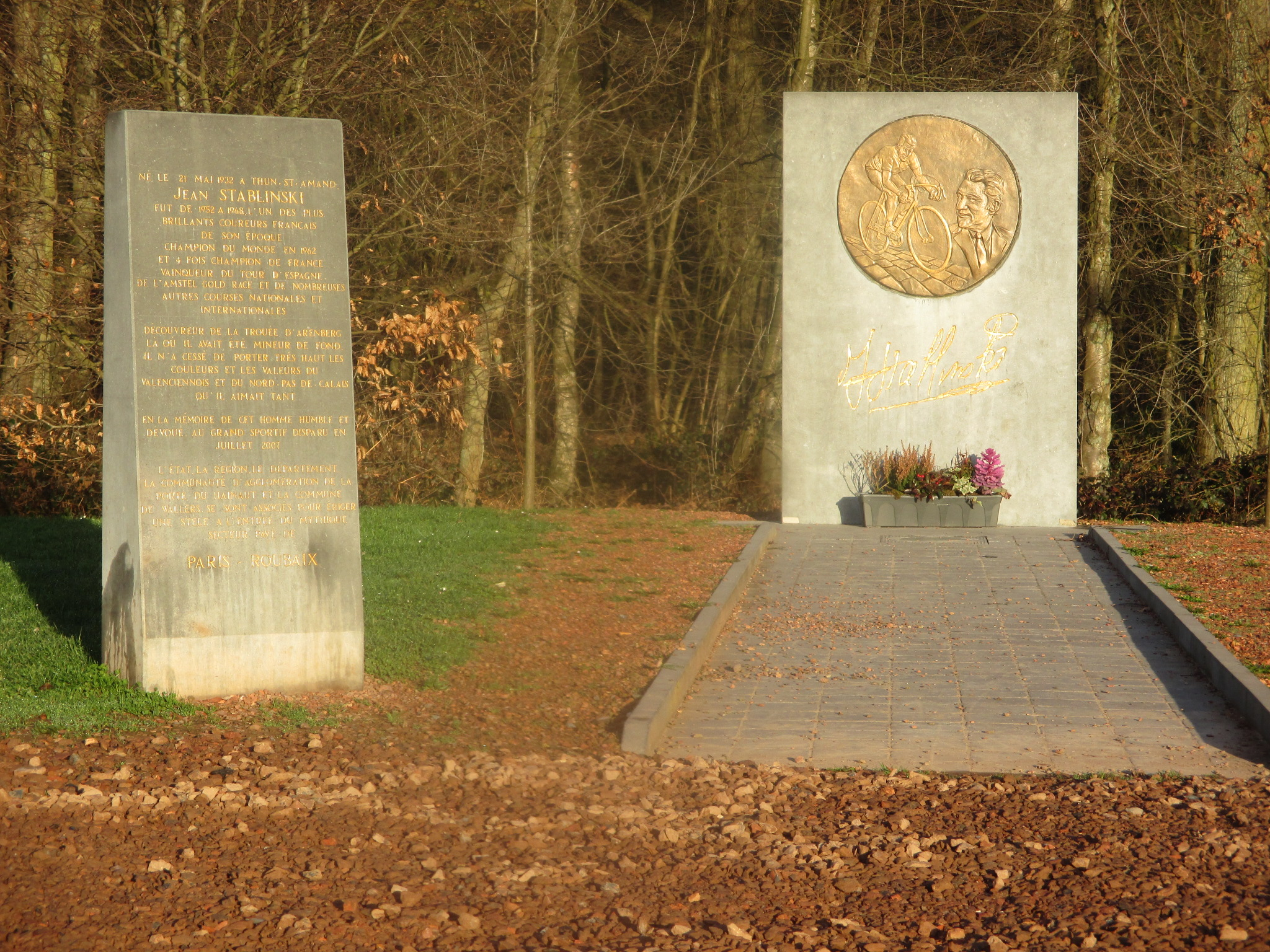
Minnesmärket över Jean Stablinski vid Trouée d'Arenberg.

Jean Stablewski, känd som Jean Stablinski, född den 21 maj 1932 i Thun-Saint-Amand, död den 22 juli 2007 i Lille, var en fransk professionell landsvägscyklist.
Stablewski var son till polska immigranter och blev fransk medborgare 1948. Namnet "Stablinski" kommer ursprungligen från en felskrivning av en journalist, och detta mera franskklingande namn kom sedan att följa honom (det var enklare att anmäla sig till nationella tävlingar, som endast var öppna för franska deltagare). Stablewski/Stablinski blev professionell 1953 och vann sin första stora seger, Paris–Bourges, året därpå. 1958 började han köra som hjälpryttare åt Jacques Anquetil, som vunnit sitt första Tour de France året före (med Stablinski i laget, eftersom touren kördes med nations- eller regionslag fram till 1962), och med Stablinski som "löjtnant" blev det fyra segrar till i touren för Anquetil (plus en i vardera Giro d'Italia och en i Vuelta a España). Deras samarbete tog dock slut 1968, då Anquetil skrivit en tidningsartikel, vilken Stablinski uppfattade som kritisk mot honom, och Stablinski började i stället att köra för Anquetils värste konkurrent, Raymond Poulidor. Efter en säsong för Poulidor avslutade Stablinski dock karriären och blev i stället manager för Sonolor-Lejeune, och som sådan kontrakterade han Bernard Hinault och Lucien van Impe innan dessa slagit igenom. Han var också medlem av Les Amis de Paris-Roubaix och var den som föreslog att gatstenssträckan genom Arenbergskogen (belägen vid den kolgruva i vilken han arbetade som ung) skulle ingå i loppet. Inomhusvelodromen i Roubaix är uppkallad efter Stablinski och 2008 restes ett minnesmärke över honom vid Trouée d'Arenberg.
Trots att Stablinskis huvuduppgift var som hjälpryttare, hade han ganska stor frihet, och på hans meritlista återfinns totalsegern i Vuelta a España 1958, världsmästartiteln 1962, fyra franska mästerskapsegrar, etappsegrar i alla tre Grand Tours (fem i touren, två i girot och tre i vueltan), samt segrar i Amstel Gold Race 1966 och Paris–Bryssel 1963.

## Meriter

### Amatör
1952
3:a i Fredsloppet

### Professionell
| 1953 7:a i Bordeaux–Paris 9:a totalt i Tour de l'Ouest Vinnare av etapp 1 1954 Vinnare av Paris–Bourges 9:a i Paris–Valenciennes 1955 Vinnare av Paris–Valenciennes 7:a totalt i Tour des Provinces du Sud-Est 1956 Vinnare totalt av Tour des Provinces du Sud-Est Vinnare av etapperna 1 och 7a (ITT) 1957 Vinnare av Grand Prix de Fourmies Vinnare av etapp 12 i Tour de France Vinnare totalt av Tour de l'Oise 9:a totalt i Tour des Provinces du Sud-Est Vinnare av etapp 3 3:a totalt i Dunkerques fyradagars 1958 Vinnare totalt av Vuelta a España Vinnare av etapperna 5a (TTT) och 8 9:a i Circuit des Boucles de la Seine 10:a i Milano–Sanremo 1959 3:a totalt i Tour de Champagne 3:a i Grand Prix de Denain 6:a totalt i Tour de l'Ouest 1960 Fransk mästare i linjelopp Vinnare av etapp 13 i Giro d'Italia Vinnare av Genua–Nice Vinnare av Circuit de l'Aulne 2:a totalt i Dunkerques fyradagars Vinnare av etapp 1 4:a totalt i Giro di Sardegna 1961 Vinnare av etapp 7 i Tour de France Vinnare av etapp 4 i Dunkerques fyradagars Vinnare av Boucles Roquevairoises 2:a i linjelopp vid Franska mästerskapen 3:a totalt i Giro di Sardegna 4:a totalt i Tour du Var 6:a i linjelopp vid Världsmästerskapen 1962 Världsmästare i linjelopp Fransk mästare i linjelopp Vinnare av etapp 14 i Tour de France Vinnare av etapp 11 i Vuelta a España 2:a i Critérium des As 7:a totalt i Tour de l'Aude 8:a i Trofeo Baracchi med Seamus Elliott | 1963 Fransk mästare i linjelopp Vinnare av Paris–Bryssel Vinnare av etapp 10 i Vuelta a España Vinnare av etapp 4 i Critérium du Dauphiné Libéré 3:a i Rund um den Henninger Turm 7:a totalt i Paris–Nice 7:a i Critérium des As 9:a i linjelopp vid Världsmästerskapen 1964 Fransk mästare i linjelopp Vinnare av etapp 21 i Tour de France Vinnare av Circuit des Frontières 2:a totalt i Paris–Luxembourg 2:a i Bordeaux–Paris 2:a i Circuit de l'Aulne 7:a i Paris–Roubaix 7:a totalt i Tour of Belgium 9:a i linjelopp vid Världsmästerskapen 1965 Vinnare totalt av Tour of Belgium Vinnare totalt av Paris–Luxembourg Vinnare av etapp 3 Vinnare av Rund um den Henninger Turm Vinnare av Grand Prix du canton d'Argovie Vinnare av Trofeo Baracchi med Jacques Anquetil 2:a totalt i Grand Prix du Midi Libre Vinnare av etapp 4 2:a i Bordeaux–Paris 3:a i Giro di Lombardia 5:a i Ronde van Vlaanderen 6:a i Circuit des Frontières 7:a i Circuit des Boucles de la Seine 9:a i Gran Premio di Lugano 10:a i linjelopp vid Världsmästerskapen 1966 Vinnare av Amstel Gold Race Vinnare av Grand Prix d'Isbergues 2:a i linjelopp vid Franska mästerskapen 4:a totalt i Giro di Sardegna Vinnare av etapp 4 5:a i linjelopp vid Världsmästerskapen 6:a i Nokere Koerse 1967 Vinnare av etapp 19 i Tour de France Vinnare av etapp 8 i Giro d'Italia 7:a totalt i Paris–Luxembourg 8:a totalt i Dunkerques fyradagars Vinnare av etapp 1 9:a i Paris–Tours 10:a i Circuit des Boucles de la Seine 1968 Vinnare av Grand Prix de Denain |